# Île Sainte-Lucie
Ne doit pas être confondu avec Sainte-Lucie.
Lîle Sainte-Lucie est une île du département de l'Aude en Occitanie, dépendant administrativement de la commune de Port-la-Nouvelle.
L'île Sainte-Lucie est inscrite au titre des sites naturels depuis 1966.

## Géographie
Elle fait partie du conservatoire du littoral depuis 1984 et est située dans l'étang de Bages-Sigean. Elle est recouverte de garrigues.
L'île a été aménagée pour la randonnée. On y accède par une écluse.

## Histoire
Les sources médiévales préfèrent presque toujours désigner cette île sous le nom beaucoup plus ancien de Cauquenne ou île Bermond de Sigean. Il y a une jurisprudence sur la domanialité maritime concernant les acquisitions antérieures à 1566. Le destin juridique de ce minuscule massif calcaire que constitue Sainte-Lucie échappe ainsi à des normes concernant les lacs salés.
Dans l'Antiquité, l'île était un lieu d’ancrage pour les bateaux de commerce. Elle est mentionnée pour la première fois dans l'histoire en 881 et abrite les vestiges d'une ancienne chapelle dépendance abbatiale de Saint-Laurent de Nielle (aujourd'hui, Saint-Laurent-de-la-Cabrerisse) dont elle tiendrait son nom. Les ruines sont réapparues à la suite de la tempête de janvier 2009, qui, en arrachant de nombreux pins, a remis au jour les vestiges disparus depuis les années 1980.